# Fish Leong
Fish Leong, znana również jako Jasmine Leong (chiń. 梁静茹; ur. 16 czerwca 1978 w Kuala Pilah) – malezyjska piosenkarka pochodzenia chińskiego.
Popularność zyskała także w Chinach, na Tajwanie, w Hongkongu oraz w Japonii i Singapurze.

## Dyskografia
Albumy studyjne
- Grown Up Overnight (1999)
- Courage (2000)
- Shining Star (2001)
- Sunrise (2002)
- Beautiful (2003)
- Wings of Love (2004)
- Silkroad of Love (2005)
- Kissing the Future of Love (2006)
- J’Adore (2007)
- Fall in Love & Songs (2009)
- What Love Songs Didn’t Tell You (2010)
- Love in Heart (2012)
- The Sun Also Rises (2019)

Albumy kompilacyjne
- The Power of Love (2003)
- I Love You Hereafter (2011)

Albumy na żywo
- Time & Love (2002)
- Love Parade (2005)
- Today Is Our Valentine’s Day (2008)